# Крис де Бург
Крис де Бург (англ. Chris de Burgh; имя при рождении Кристофер Джон Дэвисон, англ. Christopher John Davison; 15 октября 1948 года) — ирландский рок-музыкант, певец и композитор.

## Биография
Кристофер Джон Дэвисон родился в Венадо-Туэрто, Аргентина в семье британского дипломата полковника Чарльза Дэвисона и ирландской секретарши Мэйв Эмили де Бург. Карьера отца мотала семью по всему миру — Мальта, Нигерия, Заир. Когда ему было 6 лет, семья вернулась домой, в местечко Томхаггард в графстве Уэксфорд, Ирландия, где его дед по материнской линии, генерал Эрик де Бург, начальник Генштаба Индии во время Второй Мировой войны, купил замок Барги XII века, переделав одно его крыло в гостиницу. Окончив Тринити Колледж в Дублине, Крис решил стать исполнителем песен и взял девичью фамилию матери.
Наиболее известной композицией Криса де Бурга является The Lady in Red из альбома Into the Light. В этот альбом, выпущенный в 1986 году, включена также песня «For Rosanna», посвященная дочери музыканта, родившейся в 1984 году. Помимо дочери, у Криса есть ещё два сына.
Песни Криса де Бурга звучали в фильмах «Артур 2», «Американский психопат» и «Вышибалы». Всего в мире продано более сорока миллионов записей его песен.
Крис является страстным поклонником футбольного клуба «Ливерпуль». В своё время ему принадлежала часть акций клуба, однако, Том Хикс и Джордж Жиллетт после выкупа ими основного пакета акций клуба у Дэвида Мурса в 2007 году вынудили остальных акционеров, в том числе и Криса де Бурга, продать им все остававшиеся ценные бумаги.
Стал первым западным исполнителем, сыгравшим в Ливане, после гражданской войны.
25 июня 2019 года The New York Times Magazine назвал Криса де Бурга среди сотен исполнителей, чей материал, как сообщается, был уничтожен во время пожара в Universal Studios Hollywood 2008 года.

## Семья
- Крис — потомок Вильгельма Завоевателя. Дочь Криса Розанна Дэвисон — победительница конкурса красоты «Мисс мира» 2003 года.

## Дискография
- Far Beyond These Castle Walls (1975)
- Spanish Train and Other Stories (1975)
- At the End of a Perfect Day (1977)
- Crusader (1979)
- Eastern Wind (1980)
- The Getaway (1980)
- Man on the Line (1984)
- Into the Light (1986)
- Flying Colours (1988)
- Spark to a Flame (1989)
- The Power of Ten (1992)
- This Way Up (1994)
- Beautiful Dreams (1995)
- Quiet Revolution (1999)
- Timing Is Everything (2002)
- The Road to Freedom (2004)
- The Storyman (2006)
- Footsteps (2008)
- Moonfleet & Other Stories (2010)
- Footsteps 2 (2011)
- Home (2012)
- The Hands of Man (2014)
- A Better World (2016)
- The Legend of Robin Hood (2021)